# Polygala caudata
Polygala caudata là một loài thực vật có hoa trong họ Polygalaceae. Loài này được Rehder & E.H. Wilson miêu tả khoa học đầu tiên năm 1914.